# ジョー・ソト
ジョー・ソト（Joe Soto、1987年3月22日 - ）は、アメリカ合衆国の男性総合格闘家。メキシコ系アメリカ人。カリフォルニア州ポータービル出身。セントラル・バレー・コンバット・アカデミー所属。元Bellator世界フェザー級王者。

## 来歴
ハイスクールおよびアイオワ・セントラル・コミュニティ・カレッジでは、レスリングを経験。カレッジではジョン・ジョーンズとルームメイトであった。
2006年7月16日、Gladiator Challengeでプロ総合格闘技デビュー。

### Bellator
2009年4月3日、Bellatorシーズン1のフェザー級トーナメントに出場。1回戦でベン・グリーアと対戦し、パウンドによるTKO勝ち。5月8日、準決勝でウィルソン・ヘイスと対戦し、3-0の判定勝ち。6月5日、決勝でヤヒール・レジェスと対戦し、チョークスリーパーで一本勝ちを収め優勝を果たし、初代Bellator世界フェザー級王座に認定された。
2010年5月20日、Bellator 19のノンタイトル戦でディエゴ・サライバと対戦。1Rにグラウンドでの肘打ちでサライバが額をカットし、1R終了時にドクターストップとなりTKO勝ち。
2010年6月24日、Bellatorシーズン2のフェザー級トーナメントでジョー・ウォーレンが優勝。両者がケージ内で対峙した。
2010年9月2日、Bellator 27でジョー・ウォーレンとBellator世界フェザー級王座の防衛戦で対戦し、右膝蹴りでKO負けを喫し王座から陥落した。キャリア10戦目での初黒星となった。

### UFC
2014年8月30日、UFC初参戦となったUFC 177でUFC世界バンタム級王者のTJ・ディラショーに挑戦し、KO負けを喫し王座獲得に失敗した。当初、ディラショーはヘナン・バラオンと同大会で対戦する予定であったが、バラオンが試合前日に体調不良となり欠場したため、同大会でアンソニー・バーチャックと対戦予定であったソトが急遽王座挑戦することが決まった。

## 戦績
| 総合格闘技 戦績 | 総合格闘技 戦績 | 総合格闘技 戦績 | 総合格闘技 戦績 | 総合格闘技 戦績 | 総合格闘技 戦績 | 総合格闘技 戦績 |
| --------------- | --------------- | --------------- | --------------- | --------------- | --------------- | --------------- |
| 24 試合         | (T)KO           | 一本            | 判定            | その他          | 引き分け        | 無効試合        |
| 18 勝           | 5               | 10              | 3               | 0               | 0               | 0               |
| 6 敗            | 3               | 2               | 1               | 0               | 0               | 0               |

| 勝敗 | 対戦相手                 | 試合結果                            | 大会名                                                          | 開催年月日     |
| ×    | ユーリ・アルカンタラ     | 1R 1:06 TKO（パウンド）             | UFC Fight Night: Machida vs. Anders                             | 2018年2月3日   |
| ×    | ブレット・ジョーンズ     | 1R 0:30 カーフスライサー            | The Ultimate Fighter 26 Finale                                  | 2017年12月1日  |
| ○    | ハニ・ヤヒーラ           | 5分3R終了 判定3-0                   | UFC Fight Night: Belfort vs. Gastelum                           | 2017年3月11日  |
| ○    | マルコ・ベルトラン       | 1R 1:37 ヒールフック                | UFC Fight Night: dos Anjos vs. Ferguson                         | 2016年11月5日  |
| ○    | クリス・ビール           | 3R 3:39 リアネイキッドチョーク      | UFC Fight Night: MacDonald vs. Thompson                         | 2016年6月18日  |
| ×    | 田中路教                 | 5分3R終了 判定1-2                   | UFC 195: Lawler vs. Condit                                      | 2016年1月2日   |
| ×    | アンソニー・バーチャック | 1R 1:37 KO（スタンドパンチ連打）    | UFC Fight Night: Boetsch vs. Henderson                          | 2015年6月6日   |
| ×    | TJ・ディラショー         | 5R 2:20 KO（右ハイキック→パウンド） | UFC 177: Dillashaw vs. Soto 【UFC世界バンタム級タイトルマッチ】 | 2014年8月30日  |
| ○    | テリオン・ウェア         | 3R 2:48 ノースサウスチョーク        | TPF 20: Night of Champions                                      | 2014年8月7日   |
| ○    | エレミヤ・ラビアノ       | 3R 4:16 TKO（ドクターストップ）     | TPF 18: Martinez vs. Culley 【TPFバンタム級王座決定戦】         | 2014年2月6日   |
| ○    | コーリー・バウアー       | 1R 4:36 ギロチンチョーク            | TPF 17: Fall Brawl                                              | 2013年11月14日 |
| ○    | チャド・ジョージ         | 2R 2:01 ギロチンチョーク            | TPF 13: Unfinished Business                                     | 2012年5月10日  |
| ○    | クリス・デイヴィッド     | 2R 4:28 リアネイキドチョーク        | TWC 13: Impact                                                  | 2012年1月27日  |
| ○    | ロミオ・マッコヴィー     | 5分3R終了 判定3-0                   | Norcal Fight Fest                                               | 2011年10月15日 |
| ×    | エディ・ヤギン           | 1R 2:00 ギロチンチョーク            | TPF 10: Let The Chips Fall 【TPFフェザー級王座決定戦】          | 2011年8月5日   |
| ×    | ジョー・ウォーレン       | 2R 0:33 KO（右膝蹴り）              | Bellator 27 【Bellator世界フェザー級タイトルマッチ】            | 2010年9月2日   |
| ○    | ディエゴ・サライバ       | 1R終了時 TKO（ドクターストップ）    | Bellator 19                                                     | 2010年5月20日  |
| ○    | マイク・クリステンセン   | 1R 2:06 フットチョーク              | Tachi Palace Fights 1                                           | 2009年10月8日  |
| ○    | ヤヒール・レジェス       | 2R 4:11 チョークスリーパー          | Bellator X 【フェザー級トーナメント 決勝】                      | 2009年6月5日   |
| ○    | ウィルソン・ヘイス       | 5分3R終了 判定3-0                   | Bellator VI 【フェザー級トーナメント 準決勝】                   | 2009年5月8日   |
| ○    | ベン・グリーア           | 1R 3:40 TKO（パウンド）             | Bellator I 【フェザー級トーナメント 1回戦】                     | 2009年4月3日   |
| ○    | アンソニー・ルナ         | 1R 0:33 チキンウィングアームロック  | Gladiator Challenge 86: Day of the Dead                         | 2008年11月2日  |
| ○    | ブランドン・ジーニーズ   | 1R 0:59 TKO（パンチ連打）           | PFC 10: Explosive                                               | 2008年9月26日  |
| ○    | ダレン・クリスプ         | 1R 1:08 膝十字固め                  | PFC 9: The Return                                               | 2008年7月18日  |
| ○    | ジャレッド・ウィリアムス | 1R 3:26 TKO（パンチ連打）           | Gladiator Challenge 53: Hell Storm                              | 2006年7月16日  |

## 獲得タイトル
- Bellatorシーズン1 フェザー級トーナメント 優勝（2009年）
- 初代Bellator世界フェザー級王座（2009年）
- 第5代TPFバンタム級王座（2014年）

## 表彰
- ブラジリアン柔術 黒帯
- レスリング NJCAAオールアメリカン（2回）